# تتوی
احمد بن‌ نصرالله‌ فاروقی‌ معروف‌ به‌ قاضی‌ احمد يا ملا احمد تتوی‌ از تاریخ‌نویسان دربار گورکانیان در هند بود. او پیرو شیعه بود و در زمان اکبر شاه مأمور نوشتن تاریخ الفی شد. در این کتاب قرار بود تاریخ اسلام تا هزار سال پس از درگذشت محمد نوشته شود. تتوی در اثر اختلاف نظرهایی که بر سر نوشتن این کتاب روی داد، توسط شخصی به نام میرزا فولاد برلاس‌ که از سوی روحانیان سنی تحریک شده بود، به قتل رسید. اکبر شاه قاتل را قصاص کرد و مخالفان جسد تتوی را از قبر درآورده و آتش زدند. بخش بزرگی از تاریخ الفی اثر اوست.